# Xiang'ai chuansuo qiannian
Xiang'ai chuansuo qiannian (相愛穿梭千年T, 相爱穿梭千年S, Xiāng'ài chuānsuō qiānniánP; titolo internazionale Love Through a Millennium) è una serie televisiva cinese trasmessa su Hunan TV dal 15 febbraio al 23 marzo 2015. È tratta dal drama coreano del 2012 In-hyeon wanghu-ui namja.

## Trama
Un attimo prima di essere ucciso, lo scolaro imperiale Gong Ming accidentalmente viaggia nel tempo di duemila anni, ritrovandosi dal 16 a.C. in epoca moderna. Qui incontra l'attrice Lin Xiangxiang e se ne innamora.

## Personaggi
- Lin Xiangxiang, interpretata da Zheng Shuang
- Gong Ming, interpretato da Jing Boran
- Jin Jing, interpretata da Xie Yilin
La manager di Xiangxiang.
- Wang Mang, interpretato da Chen Xiang
Amico di Gong Ming, gli piace Ying Yue.
- Han Yufei, interpretato da Denny Huang
Ex fidanzato di Xiangxiang.
- Zhao Nana, interpretata da Nana
Attrice molto popolare.
- Zhao Feiyan, interpretata da Yi Yizi
Imperatrice della dinastia Han.
- Wu Tianxiu, interpretato da Xie Binbin
Manager di Han Yufei.
- Han Chengdi, interpretato da Gao Taiyu
- Imperatrice Xu, interpretata da Tao Hui
- Zi Xiu, interpretato da Peng Ling
Assassino al soldo di Wang Mang.
- Ying Yue, interpretata da Zhou Yutong

## Colonna sonora
1. Can't Forget (不能忘) – Jing Boran e Zheng Shuang
2. Love Can't See (相爱不能见) – Vision Wei
3. One More Day (再多一天) – Vivi Jiang
4. I'm a Fool Waiting For You (等你的时候我像个傻瓜) – Hong Chen
5. Let Me Love You (让我爱你) – Huang Ying

## Distribuzioni internazionali
| Paese         | Canale               | Prima TV                    | Titolo adottato                                                                   |
| ------------- | -------------------- | --------------------------- | --------------------------------------------------------------------------------- |
| Stati Uniti   | San Francisco KTSF26 | 31 luglio-18 settembre 2015 | 相愛穿梭千年 (L'amore attraverso i millenni)                                      |
| Giappone      | DATV                 | 14 dicembre 2015-           | 皇后的男人～紀元を越えた恋～ (L'uomo dell'imperatrice - Un amore oltre le epoche) |
| Corea del Sud | Chunghwa TV          | 27 agosto 2016-             | 상애천사천년                                                                      |